# Grant Williams
Grant Dean Williams (ur. 30 listopada 1998 w Houston) – amerykański koszykarz występujący na pozycji silnego skrzydłowego, od 2023 zawodnik zespołu Charlotte Hornets.
12 lipca 2023 dołączył do Dallas Mavericks. 8 lutego 2024 trafił w wyniku wymiany do Charlotte Hornets.

## Osiągnięcia
Stan na 17 września 2023, na podstawie, o ile nie zaznaczono inaczej.

### NCAA
- Uczestnik rozgrywek:
  - Sweet 16 turnieju NCAA (2019)
  - II rundy turnieju NCAA (2018, 2019)
- Mistrz sezonu regularnego konferencji Southeastern (SEC – 2018)
- Zawodnik roku:
  - konferencji SEC  (2018, 2019)[5]
  - IV dystryktu (2019 według USBWA)
  - Tennessee Sports Hall of Fame Male Amateur Athlete of the Year (2018, 2019)
  - Dick Vitale's Midseason Player of the Year (2019)
- Zaliczony do:
  - I składu:
    - All-American (2019)
    - SEC (2018, 2019)
    - najlepszych pierwszorocznych zawodników SEC (2017)
    - turnieju:
      - SEC (2019)
      - NIT Season Tip-Off (2018)

  - składu:
    - Honorable Mention All-American Team (2018 przez Associated Press)
    - SEC Community Service Team (2018, 2019)
- Zawodnik tygodnia NCAA (28.01.2019, 4.03.2019)

### NBA
- Wicemistrz NBA (2022)